# Kulin György
Kulin György (Nagyszalonta, 1905. január 28. – Budapest, 1989. április 22.) magyar csillagász, számos kisbolygó és egy üstökös felfedezője, a csillagászat fáradhatatlan népszerűsítője; talán túlzás nélkül tekinthető a magyar amatőrcsillagászat atyjának.
Többek között a Magyar Csillagászati Egyesület (MCSE), ennek megszüntetése után a Csillagászat Baráti Köre (CSBK) alapítója, a budapesti Uránia Bemutató Csillagvizsgáló és a Csillagok Világa folyóirat létrehozója. Az MCSE első elnöke (1946–1949); a CSBK ügyvezető elnöke (1964–1968), majd elnöke (1968–1976) és végül örökös, tiszteletbeli elnöke (1976–1989); az Uránia igazgatója (1947–1949, 1954–1975); a Magyar Asztronautikai Társaság jogelőd szervezetének, a TTIT Asztronautikai Bizottságának első elnöke (1956–1959).
Eredetileg nem csillagász-pályára készült, már harmincéves is elmúlt, amikor életében először nagyobb távcső közelébe került. Ekkor lenyűgözték az égbolt előtte feltáruló csodái, de sajnálattal gondolt arra, hogy Galilei után több száz évvel az emberek többsége még annyit sem látott az égből, mint az olasz természettudós. Ezért arra törekedett, hogy mindenkinek megadja a Galilei-élményt: „Az iskolából kikerülő minden fiatal legalább annyit lásson a távcsövön át az égboltból, amennyit Galilei látott.”
Példaképének a világformáló Galileit és a francia csillagászat-népszerűsítő Flammariont tartotta.
A szellemi munkán kívül sok ezer távcsőtükröt csiszolt, valószínűleg ebben világrekorder lenne. Másokat is tanított a távcsőtükör-csiszolásra, próbált olcsón optikákat szerezni, hogy házilag is sok ember készíthessen távcsövet.
Nevét az égbolton az általa felfedezett 3019 Kulin kisbolygó és a Whipple–Bernasconi–Kulin (1942a) üstökös viseli.

## Fiatalkora, tanulmányai
A Bihar vármegyei Nagyszalontán született, Kulin Vilmos és Tóth Julianna negyedik gyermekeként. Édesapja művelt, olvasott ember volt, hatalmas könyvtárral rendelkezett. Gazdag, de később elszegényedett nemesi családból származott. Csizmadiainasként került Nagyváradra, onnan szocialista tevékenysége miatt kitiltották, így telepedett le Nagyszalontán, ahol cipőüzemet hozott létre.
Az égbolt ötéves korában gyakorolta Kulin Györgyre az első nagy hatást: 1910 tavaszán a Föld közelében haladt el a Halley-üstökös, melyet Nagyszalonta egén is lehetett észlelni. Viszont ahelyett, hogy az esemény felkeltette volna érdeklődését a csillagászat iránt, az ekkori baljós előjelzések, a világvége-hangulat megrémisztette a kisgyermeket. Esténként, ha derült volt az idő, félt kimenni a szabad ég alá, és édesanyját is azzal vigasztalta, hogy ha majd felnő, ő lelövi a gonosz csillagokat.
1919 áprilisának végén a román hadsereg bevonult Nagyszalontára, s 1920. június 4-én Erdéllyel együtt Kulin György szülővárosa is a Román Királysághoz került.
Kulin középiskolai tanulmányait szülővárosa főgimnáziumában végezte, 1922-ben érettségizett. Mindig szerette a focit, már középiskolás korában futballozott a Nagyszalontai Sport Club színeiben, balszélsőt és balösszekötőt játszott.
Még 1922 őszében Budapestre ment tanulni, közgazdásznak. Az akkori rendezetlen állapotoknak köszönhetően, a román megszállás ellenére a tanulni vágyókat nyugodtan átengedték a határon. Elmondása szerint mindenük odaveszett, pénz nélkül jött Budapestre. Úgy tartotta el magát, hogy tanítványokat vállalt. Otthon azonban szükség volt rá, így négy félév elvégzése után mégis otthagyta az egyetemet, és a következő két évet szülővárosában töltötte, apja gyárában dolgozott könyvelőként, majd behívót kapott a román hadseregtől, egy éven át volt katona. Szalontai csapatával megnyerték a hadsereg labdarúgó bajnokságát, így jutalmul katonai szolgálatát a szülővárosában állomásozó zászlóaljnál tölthette.
1927-ben ismét Budapestre ment, beiratkozott a Pázmány Péter Tudományegyetem (ma Eötvös Loránd Tudományegyetem) matematika-fizika szakára.
Egyetemi évei alatt, 1930-ban jelent meg első cikke nyomtatásban, a Diákvilágban. Tanári diplomáját 1932-ben szerezte, azonban a nagy gazdasági világválság miatt nem kapott állást. A Keresztény Diákszövetséghez került, melynek főtitkára lett, szerény jövedelmet kapott.
1933-ban kötött házasságot Blahó Magdolna tanárnővel. Összesen négy gyermekük született: az első, Magdolna 1934-ben, aztán Enikő (Gerle Éva blogger édesanyja) 1936-ban, György 1944-ben és Eszter 1949-ben.

## Csillagászati észlelései, felfedezései
1935-ben került a Svábhegyi Csillagvizsgálóba, állástalan diplomásként. Kezdetben díjtalan gyakornokként, majd csekély fizetésért asszisztensként dolgozott. (Az intézetnek akkoriban csak 4-5 fős személyzete volt, a rossz anyagi helyzete miatt.) Eleinte adminisztratív, könyvelési munkát látott el, majd a pontosidő-szolgálatot. (Az intézet a meridiánkörrel végzett időmeghatározások alapján szolgáltatta a pontos időt.)
Csak az év végén bízták meg változócsillagok észlelésével. Már harmincéves is jócskán elmúlt, amikor ez után végre sor kerülhetett arra, hogy életében először nagyobb, 60 cm-es tükrös távcsőbe nézzen. Az volt a feladata, hogy a kisbolygók évkönyvekben megadott, előre számított pozícióit hasonlítsa össze az észleltekkel, és a kettő különbségét közölje a berlini intézettel. Ekkor készítette első felvételeit, főleg az akkoriban ismert, de kevésbé követett kisbolygókat fényképezte, valamint belemélyedt a kisbolygók pályaszámításába is. Minden derült éjszakát a csillagvizsgáló kupolájában töltött.
1936 júniusában jelent meg első természettudományos cikke a Búvárban, s ugyanebben az évben fedezett fel először kisbolygót, még közösen Abaházi Richárddal. Az 1936 QG-t egy hónapon keresztül észlelték, később mások újra felfedezték és elnevezték, ma a 2882 Tedesco nevet viseli.
Egymaga első kisbolygóját október 13-án fedezte fel. Ideiglenes neve 1936 TG volt, 1979-ben 2242 Balatonra keresztelték. December 11-én történt az első olyan kisbolygó-felfedezése, amely sorszámot kapott, és amelyet Kulin György nevezhetett el. Szülővárosa tiszteletére az 1436 Salonta nevet adta az égitestnek.
Doktori címét csillagászatból 1939-ben szerezte meg. Doktori disszertációjának címe „A Gauss- és Väisälä-módszer kritikai összehasonlítása. Új eljárások a bolygó földtávolságának meghatározására” volt, vagyis részben pályaszámítási témával foglalkozott.
1940. január 6-áról 7-ére virradó éjszaka lefényképezett a 60 cm-es távcsővel egy új égitestet, amit először kisbolygóként katalogizáltak, 1940 AB jellel. Január 12-éről 13-ára virradó éjszakán már inkább üstökösszerűnek tűnt, így február 23-ától Kulin (1940a) üstökösként szerepelt több évtizeden át. A korabeli lapok is üstökösként említették és ünnepelték. Az 1980-as években sorolták vissza a kisbolygók közé, 10258-as sorszámmal.
A kisbolygók, az üstökösök rendszeres fényképezése mellett fényes gömbhalmazokról is sok felvételt készített, 1940-ben az M56 gömbhalmazban három új változócsillagot fedezett fel.
1942. február 12/13-án kisbolygók fényképezése közben történt Kulin első tényleges (akkoriban még a másodiknak hitt) üstökös-felfedezése. Mivel már egy amerikai és egy olasz csillagász is felfedezte, a Whipple-Bernasconi-Kulin (1942a) nevet kapta. Az üstököst április 17-éig észlelték. Nagyon elnyújtott ellipszispályán mozog, 170 000 év múlva lesz újra a Föld közelében. Ez évben intézeti tanárrá léptették elő.
Utolsó alkalommal (nyolcvannegyedszer) 1943. március 9-én fedezett fel kisbolygót, az 1943 EA1-et, melynek a későbbi észlelések és számítások után 1809 Prometheus lett a neve. Ezután a háború miatt a svábhegyi csillagászati műszereket leszerelték. Bár a csillagvizsgáló berendezéseit sikerült épségben megőrizni és 1945 nyarától kezdve már működtek is fokozatosan, a háború utáni zavaros évek és látásromlása miatt a kutatást nem folytathatta, és végül az 1947-es távozásával megszűnt a svábhegyi intézetben a mintegy másfél évtizedig sikeresen művelt kisbolygó kutatási téma.
A Svábhegyi Csillagvizsgálóban töltött évek alatt Kulin György számára valóságos szenvedéllyé vált a kisbolygók keresése, a beszámolók szerint 1936 és 1943 között 2229 felvételt készített kisbolygók észlelése céljából. Élete során összesen 84 kisbolygót fedezett fel és egy üstököst. Néhányról később kiderült, hogy mások már korábban felfedezték, vagy nem tudott elegendő észlelést és adatot gyűjteni ahhoz, hogy a következő években is megtalálhatóak legyenek. Végül a Nemzetközi Csillagászati Unió Kisbolygó Központja (Minor Planet Center) 21 kisbolygó felfedezőjeként ismeri el Kulin Györgyöt. Tizenhárom azoknak a száma, melyeket ő keresztelhetett el (pályájukat is kiszámította, ezen számítások jónak bizonyultak, vagyis az újra megjelenéskor is meg lehetett őket találni). Ezek többségében magyar vonatkozású nevek: Salonta, Pannonia, Konkolya, Hunnia, Mátra, Detre, Izsák, Gothard, Ortutay, Róka stb.

## Kulin, a tudománynépszerűsítő

### A kezdetek: Műkedvelő Csillagászati Alosztály (1943–1945)
Mielőtt a Svábhegyi Csillagvizsgálóban dolgozott volna, soha, még közepes nagyságú távcsővel sem látta az eget. Megdöbbentő volt számára, amikor először megpillantotta a Szaturnuszt és az égbolt más csodáit. Elgondolkodtatta, hogy Galilei óta már több száz év telt el, de az emberiség nagy részének fogalma sem volt arról, mi van az égbolton fölöttünk. A kupolában töltött éjszakák csendjében határozta el, életét teszi arra, hogy mindenki részesülhessen az égbolt adta örömökből. Itt fogant meg benne először egy csillagászati egyesület létrehozásának gondolata.
A távcső világa című kétkötetes nagy műve még 1941 decemberében jelent meg, 672 oldalon, Haeffner Tivadar közreműködésével, a Királyi Magyar Természettudományi Társulat kiadásában, a társulat százéves fennállásának alkalmából. A könyv minden olyan információt tartalmazott, amire egy amatőrcsillagásznak szüksége lehetett: a leíró csillagászaton kívül megfigyelési módszerekkel, tükörcsiszolással és távcsőépítéssel is foglalkozott. Kulin fő törekvése itt is az volt, hogy bemutassa, hogyan lehet házilag távcsövet készíteni, hogy minél több ember kezébe távcsövet adjon, minél többen részesüljenek a Galilei-féle örömökben.
1943. november 10-én a Királyi Magyar Természettudományi Társulat Csillagászati Szakosztályán belül elfogadtatta a Műkedvelő Csillagászati Alosztály megalakítását. Az új szervezet nevében „Felhívás a csillagászat barátaihoz” című írása 1944 januárjában jelent meg, ezt a Természettudományi Közlöny példányaihoz csatolva küldték szét:
A műkedvelő alosztály nem csupán azok egyesülése kíván lenni, akiknek már bizonyos előképzettségük és távcsövük van, hanem mindazoké, akikben érdeklődés él a csillagászat iránt. Arra törekszünk, hogy mindenki számára hozzáférhetővé és érthetővé tegyük a csillagvilág szépségeit. Szolgálatára óhajtunk állni éppen úgy azoknak, akik az égbolt puszta szemlélésében találnak gyönyörűséget, mint azoknak, akik a tudomány számára is hasznos megfigyeléseket kívánnak végezni.
A Műkedvelő Csillagászati Alosztály első szervezett előadását 1944. február 9-én tartották Budapesten, mintegy 200 fővel. Szeptemberre a taglétszám már 800 főre emelkedett.
1944. február 26-án megindította a Csillagok Világa csillagászati folyóiratot, melynek ő lett a felelős szerkesztője. A lapot évente hatszor, 1944-ben négyszer tervezték kiadni, azonban a háború miatt csak három száma jelenhetett meg, az utolsó októberben.
Tass Antal, a Svábhegyi Csillagvizsgáló korábbi igazgatójának kezdeményezését folytatva, hogy létrejöjjön egy budapesti planetárium, 1944 júniusában a németországi Jénában két héten át tárgyalásokat folytatott egy Zeiss planetáriumi vetítőműszer megvételéről. A megrendelt műszer 15 ládába csomagolva Magyarországra ért, de a háborús idők miatt nyoma veszett és a háború után már a Csillagászati Alosztály sem működött.

### A Magyar Csillagászati Egyesület történetének első szakasza (1946–1949)
Létrehozta a Magyar Csillagászati Egyesületet (MCSE), mely 1946. november 11-én tartotta alakuló közgyűlését a budapesti Hitelbank dísztermében, 403 fővel. Kulin Györgyöt választották ügyvezető elnökké, Deák András ügyvédet pedig az egyesület elnökévé. Deák András, a Ganz vállalatok igazgatójaként, kapcsolatban állt több vállalattal, bankkal és ezeken keresztül szerezte be az alapító tőkét. Hamarosan országszerte kezdtek alakulni az MCSE helyi csoportjai.
Kulin György megfelelő épület kereséséhez kezdett egy MCSE-központ és bemutató csillagvizsgáló számára. Sokáig járta a főváros budai részét, míg ráakadt a Gellért-hegy oldalában, a Sánc utcában álló romos villára, melynek gazdája a világháborús bombázások alatt halt meg, az épületet végrendeletében az Semmelweis Orvostudományi Egyetemre hagyta. Kulin 1947 elején felkereste az akkori kulturális minisztert, Ortutay Gyulát, akivel jó barátok voltak, még a Keresztény Diákszövetségben ismerkedtek meg. Ő az egyesületnek adományozta az épületet, sőt, vállalta a helyreállítást is, valamint a második szint kiépítését. Így ebben a Sánc utcai épületben rendezte be az MCSE központját, létrehozta a budapesti Uránia Bemutató Csillagvizsgálót. A csillagda nevét az 1815 és 1849 között működött Uraniae kétkupolás egyetemi csillagvizsgálóról kapta, mely a mai Citadella területén állt annak idején, és a korabeli kulturális élet egyik gócpontja volt.
A Vallás- és Közoktatásügyi Minisztérium Kulin Györgyöt nevezte ki az Uránia vezetőjének, áthelyezve állását az Urániába a Svábhegyi Csillagvizsgálóból. Távcsöveket és felszerelést is onnan kaptak. A felújított és berendezett Uránia Bemutató Csillagvizsgáló ünnepélyes felavatására 1947. szeptember 22-én került sor, 300 fő részvételével.
Az Urániában minden nap előadásokat és bemutatókat tartottak, melyeket fizetés nélküli társadalmi munkatársak vezettek, az Urániának egyetlen fizetett alkalmazottja sem volt. Az esti bemutatásokon kívül előadássorozatok, klubestek és úgynevezett művészestek szerepeltek a csillagdai programban, ezeken többek között Illyés Gyula, Medgyessy Ferenc, Kodolányi János, Szabó Lőrinc, Vavrinecz Béla is megfordult.
1947 elején ismét Csillagok Világa címen indított folyóiratot. Az új Csillagok Világa 1947-ben évkönyvként, 1948-ban öt, 1949-ben két folyóirat-számmal jelent meg.
Az MCSE taglétszáma két és fél év alatt 2200-ra dagadt. Ám az erősödő önkényuralom semmilyen magánkezdeményezést nem tűrt meg, vagy csakis szigorúan ellenőrzött keretek között. Így 1949. április 9-én az önálló Magyar Csillagászati Egyesületet beolvasztották a Királyi Magyar Természettudományi Társulat jogutódja, a Társadalom- és Természettudományi Ismeretterjesztő Társulat (TTIT) Csillagászati Szakosztályába, melynek főtitkára Mariska Zoltán volt, kinek régóta szúrta a szemét az egyesület térhódítása. A Csillagok Világát megszüntették, Kulin Györgyöt leminősítették az Uránia gondnokává. Sok magánkézben lévő távcsövet elkoboztak tulajdonosuktól. Ezen távcsövek kiépítésében Kulin maga is személyesen nagyon sokat segített.

### Az egyesület beolvasztása után
Hamarosan Kulin személyét is támadás érte. Hiába szentelt több oldalt korábban a Csillagok Világában az asztrológia bírálatának, hiába hozták létre a csillagászati egyesületben az asztrológiakritikai szakosztályt, akadt, aki mindenhol azt terjesztette róla, hogy asztrológiával foglalkozik. Ez jó adunak bizonyult ellene, s 1949 szeptemberében koholt vádakkal (idealista világnézet és asztrológia) még az Urániában lévő gondnoki állásából is eltávolították és a szintén ott dolgozó feleségét vele együtt elbocsátották. Kizárták a TTIT-ből, sőt Budapest területén sem kaphatott állást egy rövid ideig. 1950 és 1953 között semmilyen publikációja nem jelenhetett meg.
1950 januárjában Újpesten szerzett óraadói tanári állást a Könyves Kálmán Gimnáziumban. 3-4 évig tanított az iskolában, eközben itt is csillagászati szakkört szervezett. Elsajátította a tükörcsiszolás gyakorlati fogásait: inasként egy kisiparoshoz szegődött, akitől kitanulta az üveg optikai megmunkálását. A diákok segítségével kupolás csillagvizsgálót épített az épület tetejére, ebbe a 25 cm-es távcsőtükröt Kulin maga csiszolta, és később már mint Kulin-csillagda emlegették.
1953 őszén Budapesten a Műegyetem Elektronikus Tanszékén kapott asszisztensi állást. Majd a következő évben mégis úgy találták, hogy szükség van rá, és 1954. szeptember 1-jén visszakerült az Uránia Bemutató Csillagvizsgáló élére. Azonnal létrehozta az Uránia mechanikai és optikai műhelyét, ahol a szűkös környezetben megindult a kisebb-nagyobb távcsövek készítése.
1954. október 25-én reggel 6 órakor egy nagy fényű, látványos, országszerte látott tűzgömb haladt el hazánk felett. Felhívást tett közzé, és adatgyűjtést szervezett a tűzgömböt látók között. Hamarosan mintegy 1600 levél érkezett rá és sok helyszínre saját maga is elutazott, hogy kikérdezve a szemtanúkat pontosítsa az észleléseket.
1956 februárjában háromnapos tükörcsiszoló tanfolyamot vezetett Miskolcon, az ottani iskolai Csillagda ifjúsági szakkörének 22 tagja készített távcsőtükröt. Később sok hasonló tanfolyamra került sor az ország különböző pontjain.
A TTIT Csillagászati Alosztályán belül megalakult az Asztronautikai Bizottság, alakuló gyűlését 1956. május 26-án tartották a Kossuth Klubban, 22 alapító taggal. A szervezet elnökévé Kulin Györgyöt választották, titkárai Almár Iván és Sinka József voltak. Kulin 1959-ig töltötte be ezt a tisztséget.
1956-ban harmadszor is megindította a Csillagok Világa csillagászati folyóiratot. A negyedévente megjelentetni tervezett lapnak csak három száma jelenhetett meg. A harmadik is csak a következő év májusában jutott el az olvasókhoz.
1958-ban megjelent A távcső világa című könyvének második, átdolgozott kiadása a Gondolat Könyvkiadónál. Kulin György munkáját társszerzőként Zerinváry Szilárd segítette, de halála miatt mások is írtak néhány kisebb fejezetet, mint Bartha Lajos, Gauser Károly, Hernádi Károly, Orgoványi János, Róka Gedeon és Sinka József.
Az 1958-ban TTIT-ről Tudományos Ismeretterjesztő Társulattá (TIT) átnevezett szervezet 1959 elején új csillagászati ismeretterjesztő lapot indított A Csillagos Ég címmel, melynek bevezető cikkét Kulin György írta. Évente négyszer jelent meg, a budapesti csillagászati szakosztály tagjaiból alakított szerkesztőbizottság szerkesztette, köztük nyilván Kulin György is, bár az ő nevét csak a lap 6. évfolyamában írták ki.
Az 1961. február 15-ei napfogyatkozás megfigyelése céljából a Magyar Tudományos Akadémia utazást szervezett Bulgáriába, mivel hazánk területén a fogyatkozás mértéke csak mintegy 96%-os volt. A tízfős expedícióban Kulin György is részt vett. Két helyszínen, Lipnikben és Szilisztrában építettek ki megfigyelő állomásokat. A változékony időjárás miatt a megfigyelés sikeressége kétséges volt de szerencsére a napfogyatkozáskor Szilisztrában teljesen derült volt az idő, így sikerrel tudták fényképezni a napfogyatkozást.
1961. október 17-én Kulint a TIT Országos Elnöksége az Élet és Tudomány szerkesztőbizottsági tagjává választotta.
1962. január 16-án megkezdte működését Budapest első planetáriuma. A Vidám Parkban az egykori panoptikum épületében működött 1968-ig egy Zeiss projektorral (ZKP–1). Kulin György közbenjárásának köszönhető, hogy a főváros megvásárolta a budapesti Ipari Vásáron előző évben az NDK által bemutatott vetítőműszert. Szerette volna ha csillagászati ismeretterjesztésre alkalmasabb helyszínre költözne a „kisplanetárium”, azonban ezt hosszas tárgyalások után sem sikerült elérnie.

### A Csillagászat Baráti Köre (1963–1989)
Darázs Endre költő és Kulin György szervezésében 1963. szeptember 22–23-án Szentendrén került sor Magyarország Amatőrcsillagászainak I. Országos Találkozójára. Az MCSE helyén tátongó űr betöltésére itt készítették elő egy újabb, önálló csillagászati egyesület, a Csillagászat Baráti Köre (CSBK) megalakulását, amit a következő év országos találkozóján augusztus 13-án alakítottak meg hivatalosan.
1966 márciusában indult útjára a Föld és Ég folyóirat, hosszú idő óta az első országos terjesztésű, legalább részben csillagászati lap. Szerkesztőbizottsági tagja, cikkírója lett Kulin, a távcsőépítési témájú „Baráti köreink” című rendszeres rovatot ő állította össze, névtelenül. A kéthavi lapban a csillagászati és űrkutatási hírek csak a terjedelem felét tölthették ki, azonban így is nagy szerepe volt a mozgalom összefogásában. A CSBK-nak tagdíja nem volt, de a Föld és Ég előfizetési feladóvevénye jelentette a tagsági igazolvány érvényességét.
1969 nyarán a Magyar Televízió filmet készített a Kulin által javasolt hazai távcsőépítő amatőrcsillagászokról, akiket otthonukban kerestek fel. Ezt a kétrészes, egyenként 25 perces filmet „Hobbym: a csillagos ég” címmel mutatták be 1969. november 14-én és december 12-én. A film sokat segített a CSBK népszerűsítésében, tagságának bővítésében. Többek között ennek is köszönhető, hogy 1975-ig minden esztendőben 1000-1500 új taggal gyarapodott a mozgalom. A film vetítésekor 2600 tagja volt a CSBK-nak, 1975-ben 14 000.
1969. október 22-én felavatták a Csepel Művek Munkásotthona tetején lévő bemutató csillagvizsgálót. Ide került az ország akkori legnagyobb amatőrtávcsöve. Az 50 cm-es tükröt Kulin szintén saját maga csiszolta.
Egy nagyplanetáriumi vetítő beszerzése érdekében tett erőfeszítései végül 1969-re sikerrel jártak, azonban a modern két csillaggömbös Zeiss projektor (UPP 23/6) majd egy évtizedig bedobozolva maradt, mivel nem tudtak dönteni a bemutató épület helyszínéről. Kulin az Uránia közelében a Gellért-hegy oldalát szemelte ki helyszínül, azonban ide nem volt megszerezhető az építési engedély. Végül 1971. szeptember 1-jén hozott a főváros arról döntést, hogy Budapest új planetáriumának helyszíne a Népligetben lesz. A tervek elkészülte után a TIT Budapesti Planetárium alapkövét 1975. május 28-án Ortutay Gyula, Vonsik Gyula és Osztrovszki György tette le ünnepélyesen, amelyen jelen volt Kulin György is. Végül a 400 főt befogadó épületet 1977. augusztus 17-én adták át, ahol a nagyközönség az első csillagászati műsort augusztus 20-án tekinthette meg.
Kulin György és Róka Gedeon szerkesztésében immár harmadik változatában jelent meg A távcső világa 1975 júliusának elején, melynek 14 fejezetét Kulin írta.
1975. július 15-én nyugdíjazták. Ám 70 éves kora után is bejárt nyugdíjas tanácsadóként az Urániába tükröket csiszolni 1982-ig, annak ellenére, hogy a csiszolás és polírozás még gépek alkalmazása esetén is megerőltető fizikai munka. Kulin ezzel foglalkozott minden szabadidejében, becslések szerint a több mint három évtized alatt összesen 3000 távcsőtükröt csiszolt, ennyit korábban még soha senki (addig William Herschelt, az Uránusz felfedezőjét tartották számon „rekorderként”, ő körülbelül 400 fémtükröt készített).
1976-ban a TIT-központ decentralizálásba kezdett: a CSBK országos tagnyilvántartása helyett a megyékre osztotta szét ezt a feladatot, és tagrevíziót, tagkönyvcserét kezdeményeztek. Kulin György ezt ellenezte ő a francia példát akarta követni: a Flammarion által több mint száz évvel korábban alapított egyesületnél az alapítás óta nyilvántartják az összes tagot. A tagrevízió célja az volt, hogy csak az aktív tagokat tartsák nyilván, aminek eredményeként a korábbi tagok közül csak 2200-an váltottak új tagsági igazolványt, így a Föld és Ég előfizetőivel együtt összesen 4100-an voltak. Ezzel a TIT központnak „Sikerült bebizonyítani, hogy Kulinnak nincs 14 ezer embere.” Később, Ponori Thewrewk Aurél igazgatósága alatt, 1981-ig ez a szám ismét 8000-re nőtt.
Kulin György 1964 és 1968 között volt ügyvezető elnöke a CSBK-nak, 1968 után elnöke, azonban a decentralizálással együtt a központ az elnöki posztból is el akarta távolítani. Ennek elkerülése végett a mozgalom vezetősége úgy módosította az alapszabályt, hogy legyen örökös tiszteletbeli elnöki poszt is. Így 1976. augusztus 6‑8-án Veszprémben, a Csillagászat Baráti Köre IX. Országos Találkozóján Kulin Györgyöt a CSBK örökös elnökévé választották, s ezt be is töltötte egészen 1989-ig, a szervezet megszűnéséig.

### A Magyar Csillagászati Egyesület újraalakulása (1989)
1989. február 19-én újjáalakult a Magyar Csillagászati Egyesület, a budapesti I. kerületi Tanács Művelődési Házának nagytermében. A 84 éves Kulin György számára hatalmas ajándék volt, hogy megélhette ezt a pillanatot, és részt vehetett a közgyűlésen. Beszédet mondott a 120 részvevő előtt – ez volt életének utolsó nyilvános szereplése. Az egyesület tiszteletbeli tagjává választotta, ő kapta az 1. számú tagsági könyvet.
Az MCSE újraalakulását követően a Csillagászat Baráti Köre megszűnt. A Salgótarjánban megtartott Magyar Amatőr Csillagvizsgálók I. Országos Találkozó keretében megtartották utolsó rendkívüli találkozójukat, és ezzel 1989. augusztus 19-én véget ért a szervezet működése.
Kulin György 1989. április 22-én halt meg Budapesten. Hamvainak temetésére május 19-én került sor, a Farkasréti temetőben.

## Emlékezete

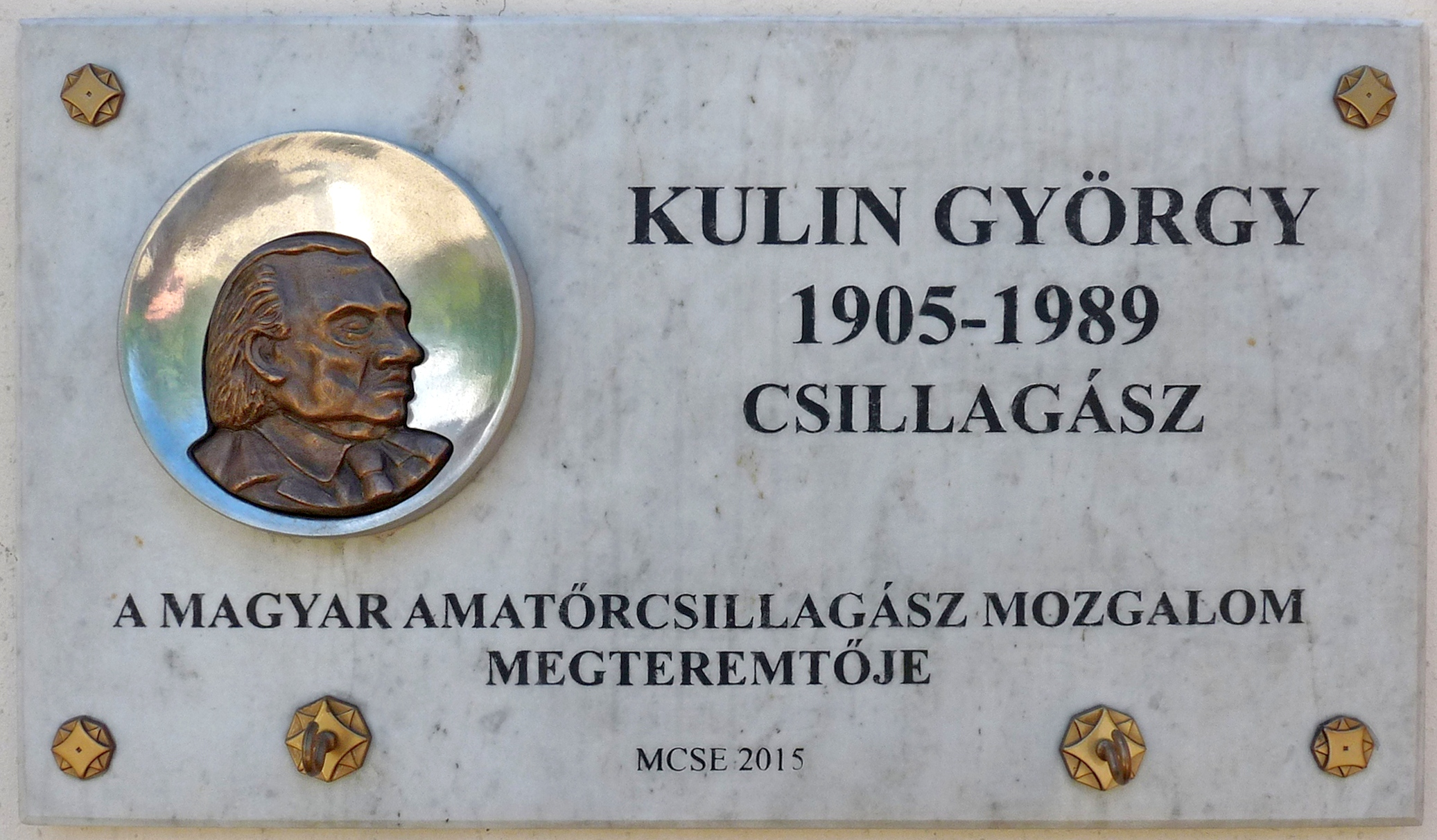
Emléktáblája a Polaris falán

Szülővárosában, Nagyszalontán 1991. április 27-én egykori lakóházának falára kétnyelvű emléktáblát helyeztek el. Azóta az önkormányzat, valamint a határon inneni és azon túli amatőrcsillagászok közös erejéből sikerült a romos épület homlokzatát is felújíttatni, valamint az utca felvette nevét.
1991. október 26-án a TIT gyulai csillagdájának a Kulin György Bemutató Csillagvizsgáló nevet adományozták.
Az I. Kulin György Csillagászati Emlékversenyt 1993. július 2. és 4. között rendezték meg Székesfehérváron, később Kulin György Országos Csillagászati Vetélkedőre változtatták a nevét.
1996. június 20-án 92 oldalas emlékfüzet jelent meg Kulin György munkássága és a magyarországi amatőrcsillagászati mozgalom címmel. Ebben 319 írásának adatait sorolták fel.
2001. június 9-én Nagyszalontán emlékkonferenciát rendeztek tiszteletére, és felavatták a főtéri református templom mellett mellszobrát. A bronzszobor Domonkos Béla munkája.
2001. szeptember 2-án az újpesti Könyves Kálmán Gimnázium falára, az 50-es évek elején ott tanító Kulin György tiszteletére emléktábla került. Novemberben az iskola kupolás csillagvizsgálója felvette a Kulin György Bemutató Csillagvizsgáló nevet.
2001-ben az MCSE és a TIT Kulin György-emlékérmet alapított, 2002. január 29-én adták át az elsőt ünnepélyesen Ponori Thewrewk Aurélnak. Azóta évente ítélik oda a legkiválóbb munkát végző magyar csillagászat-népszerűsítőnek vagy amatőrcsillagásznak.
Kulin György születésének 100. évfordulója alkalmából a Magyar Csillagászati Egyesület Kulin-emlékévvé nyilvánította a 2005. esztendőt. Az emlékév részét képezte az MCSE és a TIT által szervezett január 31-ei emlékülés is. 2005. január 28-án elindult a Kulin-honlap; az MCSE lapjának, a Meteornak a januári száma Kulinnal foglalkozott. A 2005-ös csillagászati évkönyvben is jelent meg róla írás, továbbá két kiadvány látott napvilágot az emlékév kapcsán: Az MCSE 1946–49 közötti története, valamint Az égbolt mindenkié. Ezenkívül a Kulin-emlékversenyen, a kisbolygó- és üstökös-kutatók találkozóján és a helyi csoportok megemlékezésein is igyekeztek emléket állítani a magyar csillagásznak.
Az MCSE megalakulásának hatvanadik évfordulója alkalmából, az óbudai Polaris Csillagvizsgáló földszinti helyiségében 2006. november 14-én megnyílt az egyesület történetét és Kulin munkásságát bemutató tárlat.
A Polaris Csillagvizsgálóban 2008 februárja és júniusa között megrendezett előadássorozat a Kulin György Csillagászati Szabadegyetem nevet kapta. A tizenkilenc előadáson bemutatták Kulin korának és napjaink legfontosabb csillagászati eredményeit, valamint az egyesület alapítójára emlékeztek. A csillagvizsgálóban a keddenként megrendezésre kerülő előadássorozatot a napjainkig Kulin György Csillagászati Szabadegyetemnek nevezik.
2014-ben az emlékérem utódaként díjat alapítottak emlékére. A Kulin György-díj az MCSE legrangosabb elismerése.
2015. január 28-án az óbudai Polaris Csillagvizsgáló falán, fenn a teraszon emléktáblát avattak születésének 110. évfordulója alkalmából.

## Díjai, kitüntetései
- SZOT-díj, (1973)
- Prométheusz-érem, (1978)

## Főbb művei

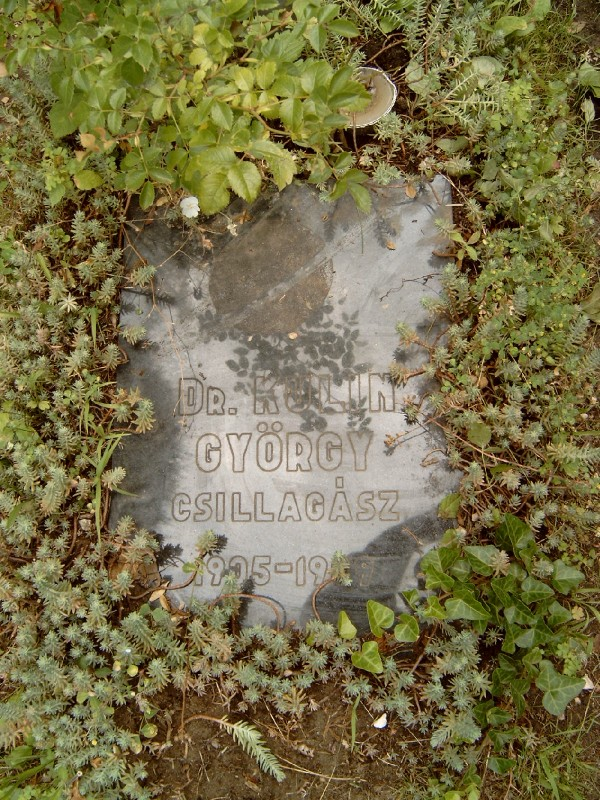
Kulin György sírja Budapesten, a Farkasréti temetőben (60/8-1-630)

Élete során számos tudományos írása jelent meg mind folyóiratokban, mind önálló kötet formájában. Ezek közül talán a legjelentősebb A távcső világa című munkája, mely 1941-ben látott először napvilágot, és évtizedeken keresztül szolgált az amatőrcsillagászok legnagyobb támaszául. A Haeffner Tivadarral közösen írt első kiadásban volt olvasható először magyar nyelven részletes távcsőépítési útmutató. Még három másik, átdolgozott kiadást élt meg a könyv.
Szakkönyveken kívül tudományos-fantasztikus regényeket is írt, Q. G. Lyn álnéven. Sci-fijeinek legszembetűnőbb vonása, hogy egy kivételével csillagászok a főszereplők, az elképzelt jövő társadalmában mindig nagyon komoly szerepet tölt be a tudomány, a fizika és a csillagászat. Szépirodalmilag nem hordoznak kimagasló értéket, Kulin György célja ezen írásaival is az ismeretterjesztés és a tartalmas szórakoztatás volt.
Kulin György nevezetesebb művei időrendi sorrendben:
- A Gauss- és Väisälä-módszer kritikai összehasonlítása. Új eljárások a bolygó földtávolságának meghatározására. Doktori értekezés, Budapest: 1939
- A Gauss- és Väisälä-módszer kritikai összehasonlítása, Csillagászati Lapok, 2. 3. 91., 1939
- Beobachtungen von Kleinen Planeten in den Jahren 1933-38. PDF, A Svábhegyi Csillagvizsgáló Intézet közzelményei (7. füzet), Budapest, 1939 (Kisbolygóészlelések az 1933-1938. években.) (PDF 324-55. o.) (németül) (Összefoglaló magyar nyelven is)
- A távcső világa, Budapest: Királyi Magyar Természettudományi Társulat, 1941 (Haeffner Tivadarral, Természettudományi Könyvkiadó Vállalat)
- Csillagászat mindenki számára, Csillagok világa évkönyv az 1947-es évre, 4. o., 1946
- A távcső világa, Budapest: Gondolat Kiadó, 1958 (Zerinváry Szilárddal)
- A kis csillagász távcsöve, Budapest: Táncsics Könyvkiadó, 1961
- Hogyan készítsünk távcsövet, mikroszkópot?, Budapest: Móra Ferenc Ifjúsági Könyvkiadó, 1962
- Színes Világegyetem, Budapest: Gondolat Kiadó, 1965 (Kolozsváry Györggyel)
- Q. G. Lyn, A. F. Bian: Üzen a nyolcadik bolygó, Budapest: Magvető Könyvkiadó, 1966 (Fábián Zoltánnal)
- Q. G. Lyn, A. F. Bian: Az ellentmondások bolygója, Budapest: Táncsics Kiadó, 1969 (Fábián Zoltánnal)
- Q. G. Lyn, Q. F. Lyn, A. F. Bian: Aster, Budapest: Magvető Könyvkiadó, 1971 (Fábián Zoltánnal és Kulin Ferenccel)
- A távcső világa, Budapest: Gondolat Kiadó, 1975 (Róka Gedeonnal)
- Mit mondanak a csillagok?, Budapest: Gondolat Kiadó, 1976
- A távcső világa, 2. bővített, Budapest: Gondolat Kiadó, 1980 (Róka Gedeonnal)
- Q. G. Lyn, V. M. Egh: Égi rettenet, Dorog: Primusz, 1991 (Végh Miklóssal)